# 吉田司
吉田 司（よしだ つかさ、1945年〈昭和20年〉9月29日 - ）は、日本のノンフィクション作家。

## 経歴
山形県山形市出身。父親が両足が不自由になり、母親（吉田コト（子））は農村で「一銭店」と呼ばれる雑貨屋を営むことになる。毎晩、酔っぱらった農民たちが押し寄せ、卑猥な宴会を開いたり母親を誘う状態を目の当たりにしており、身障者の家庭から快楽の種を貪りとろうとする農民や封建的なムラの風土への憎悪を抱く。これらの経験を通して得た日本人の原像とつながる村落共同体への反発が、インテリが陥いりがちな民衆への無条件な賛美とは一線を画する後の活動の原点となった。
山形県立山形東高等学校卒業。早稲田大学第一文学部に入学。ノンポリであったが、「面白そうな派に顔を出してはゲバ棒を持ってデモに参加」していた。在学中に映画監督小川紳介が率いる小川プロダクション結成に参加。1968年、『日本解放戦線 三里塚の夏』では演出助手を務め、作中では撮影中にカメラマンが逮捕された理由を示すよう機動隊に食い下がる吉田の姿が収録されている。しかし、「大地主の孫」としての小川の贖罪意識から発している「農民賛歌」の偽善性や小川個人の人間性に耐えられず、ついに『三里塚の夏』を撮り終えた後の小川プロの会議で「これは精神的なホモ集団じゃねえか！」と公然と小川体制を批判した。激怒した小川はスタッフに「吉田批判」を強要したことから、吉田は小川プロを離脱した。吉田は「小川から学んだのは、"民衆へのラブレターの書き方"だけだったような気がする」と語る。 
1970年から水俣に住み、胎児性の水俣病患者らと若衆宿を組織。国の補償金を貰った水俣病患者たちの生態を赤裸々に描いた最初の著作『下下（げげ）戦記』で、1988年、大宅壮一ノンフィクション賞を受賞。

## 人物・作風
美しいとされているものの実態を暴く手法に特徴がある。
1990年と1991年に、「さらば、三里塚」「またも、三里塚」と題する、三里塚闘争を"総括"するレポートを雑誌『03』と『新潮45』で掲載した。これは空洞化した農民闘争の終結と三里塚芝山連合空港反対同盟の解体を訴える痛烈な内容であり、新東京国際空港公団が反対派農民の説得をする際にも用いられた。「さらば、三里塚」公表後、長年の付き合いのあった青年行動隊からは「もう三里塚にゃこれねーど」と冗談交じりに言われながらも、「今まで何百人もマスコミ連中が来たけどよー、お前一人だ、ありのままを書いたのはよー」と感想を受けている。
1993年の『ひめゆり忠臣蔵』では、沖縄のひめゆり学徒隊について、それが戦争協力の部隊であったことを、揶揄するような文体で描いた（抗議を受け、改訂した）。
1997年の『宮澤賢治殺人事件』では、生誕百年（1996年）を期して宮沢賢治を賛美する関連書籍が数多く出る中、賢治が国粋主義的な仏教団体である国柱会に属していたことから長生していれば戦争に協力した可能性や、農民への無償の奉仕や文化活動を試みた羅須地人協会の非現実性を指摘した。さらに自身の母親が、賢治没後の宣伝に一役買ったことにも触れて偶像破壊を行い、物議を醸した。『批評空間』では、柄谷行人が吉田を呼んで討論を行った際に賢治を批判、同時にその頃『最新宮澤賢治講義』を刊行した小森陽一は、それまで協働的な立場にあった柄谷から批判されることになった。

## 発言
フジテレビ抗議デモを"嫌韓デモ" と誤認した上で、デモはあって然るべきだが、日本が薄型テレビや半導体などで韓国企業にシェアを奪われており、韓流芸能ビジネスの「K-POP」がコラボして相乗効果で流行しているのが実情、韓流ドラマもイケてるとし、「今更嫌韓しても遅い」などと発言している。

## 著書
- 『下下戦記』白水社 1987 / のち文春文庫
- 『夜の食国（おすくに）』白水社 1987
- 『宗教ニッポン狂騒曲』文藝春秋 1990
  - のち改題増補『新宗教の精神構造』角川書店
- 『世紀末ニッポン漂流記』新潮社 1993
- 『ひめゆり忠臣蔵』太田出版 1993 / のち改訂再版 太田出版
- 『ビル・ゲイツに会った日』講談社 1996
  - のち改題『デジタル・パラノイア 電脳ニッポン興亡記』徳間文庫
- 『宮澤賢治殺人事件』太田出版 1997 / のち文春文庫
- 『スター誕生 ひばり・錦之助・裕次郎・渥美清そして新・復興期の精神』講談社 1999
  - のち改題増補『ひばり裕次郎昭和の謎』講談社+α文庫
- 『ニッポンの舞台裏』洋泉社 1999
- 『「あなたは男でしょ。強く生きなきゃ、ダメなの」 吉田司評論集』草風館 2001
- 『聖賤記 吉田司対談集』パロル舎 2003
- 『王道楽土の戦争』全2冊 日本放送出版協会［NHKブックス］ 2005
  - 戦前・戦中篇
  - 戦後60年篇
- 『カラスと髑髏 世界史の「闇」のとびらを開く』東海教育研究所 2011

### 共著
- 『孫正義は倒れない』アエラ取材班共著 朝日新聞社 2001
- 『そして、憲法九条は。』姜尚中対談 晶文社 2006
- 『資本主義はどこまで暴走するのか』森永卓郎共著 青灯社 2008
- 『石原慎太郎よ、退場せよ！』斎藤貴男共著 洋泉社［新書ｙ］ 2009
- 『デクノボー宮沢賢治の叫び』山折哲雄対談　朝日新聞出版、2010